# Dichosporidium
Dichosporidium is een geslacht van schimmels behorend tot de familie Roccellaceae. De typesoort is Dichosporidium glomeratum.

## Soorten
Volgens Index Fungorum telt het geslacht acht soorten (peildatum april 2022):
| Soortnaam                   | Auteur(s)         | Publicatiejaar |
| --------------------------- | ----------------- | -------------- |
| Dichosporidium boschianum   | (Mont.) G. Thor   | 1991           |
| Dichosporidium brunnthaleri | (Zahlbr.) G. Thor | 1991           |
| Dichosporidium constrictum  | G. Thor           | 1991           |
| Dichosporidium glomeratum   | (Pat.) Pat.       | 1903           |
| Dichosporidium latisporum   | G. Thor & Henssen | 1994           |
| Dichosporidium microsporum  | G. Thor           | 1991           |
| Dichosporidium nigrocinctum | (Ehrenb.) G. Thor | 1991           |
| Dichosporidium sorediatum   | G. Thor           | 1991           |